# ФК Таврија
ФК Таврија (укр. СК «Таврія») био је украјински фудбалски клуб из Симферопоља, који се такмичио у Премијер лиги Украјине. Расформиран је 2014 године, након припајања Крима Русији, клуб је добио назив ФК ТСК.
Клуб је основан 1958. године под именом „Авангарда“ (Авангардом). Данашње име клуб је узео 1963. године. У историји фудбала Украјине остаће упамћен као први шампион након осамостављивања од Совјетског Савеза 1992. Након овог успеха такмичи се у Премијер лиги Украјине и углавном су првенство завршавали у доњем делу табеле.
У последње две сезоне као петопласирани су остварили право да наступају у Интертото купу, али су 2007. године то препустили Черноморец из Одесе. У тој сезони су стигли до полуфинала купа Украјине, али су у два меча елиминисани од Динама из Кијева.
У сезони 2007/2008 сем пласмана на пето место као значајан резултат се издваја победа над фаворизованим Шахтјором из Доњецка са 3:2. У овој сезони истакли се играма Владимир Гомењук и Денис Голајдо, који су заслужили и дрес репрезентативцда своје земље. Такође је високе оцене заслужио и српски интернационалац Жељко Љубеновић, који је постигао пет голова и имао исто толико асистенција. Љубеновић је пре Таврије наступао у Младост луксу из Лукићева, Пролетеру из Зрењанина и Хајдуку из Куле. 
Таврија је у првом колу Интертото купа 2008. године слободна, а у другом игра са бољим из дуела представника Молдавије и Јерменије.

## Успеси клуба
- Премијер лига

Првак: 1992
- Куп Украјине

Првак : 2010
Финалист: 1994

## ФК Таврија у европским такмичењима
| Сезона   | Такмичење     | Ранг    | Земља           | Клуб             | Резултат             |
| -------- | ------------- | ------- | --------------- | ---------------- | -------------------- |
| 1992/93  | Лига шампиона | кв.     | Република Ирска | Шелбурн          | 0-0, 2-1             |
|          |               | 1 коло  | Швајцарска      | Сион             | 1-4, 1-3             |
| 2001     | Интертото куп | 2 коло  | Бугарска        | Спартак Варна    | 3-0, 2-2             |
|          |               | 3 коло  | Француска       | Пари Сен Жермен  | 0-1, 0-4             |
| 2008.    | Интертото куп | 2.коло  | Молдавија       | Тираспољ         | 0-0, 3-1             |
|          |               | 3.коло  | Француска       | Рен              | 0-1, 1-0 (9-10 пен.) |
| 2010/11. | Лига Европе   | Плеј-оф | Њемачка         | Бајер Леверкузен | 0-3, 1-3             |

## Галерија амблема ФК Таврија
- Први амблем
- Данашњи амблем